# Konstantinápoly ostroma (1204)
Konstantinápolyt 1204. április 12-én foglalták el a negyedik keresztes hadjárat alatt. A keresztesek kirabolták és lerombolták a Bizánci Birodalom központjának egyes városrészeit. Azután Balduint császárrá választották, és április 16-án megkoronázták a Hagia Szophiában. Ezzel megalapították a Latin Császárságot. A keresztesek a Bizánci Birodalom legnagyobb részét felosztották maguk között, bizánci arisztokraták pedig apró, független helyi államokat hoztak létre. Konstantinápoly visszahódítása után (1261) a birodalom már nem tudta helyreállítani korábbi területi kiterjedtségét, és gazdasági erejét sem tudta visszanyerni, végül 1453-ban az Oszmán Birodalom része lett.
Az események hatására Bizánc sokkal szegényebb és kisebb lett, és javarészt elveszítette a képességét arra, hogy megvédje magát a külső támadásoktól. Így aztán a keresztesek közvetett módon hozzájárultak ahhoz, hogy a keleti keresztény államok összeomlottak, majd az oszmán törökök megvetették a lábukat Délkelet-Európában.
A város kifosztása egy fordulópont volt a középkori történelemben. A döntés, hogy a keresztesek megtámadják az akkori világ legnagyobb keresztény városát, már akkoriban is óriási felháborodást szült. Fosztogatásaik és brutalitásuk elszörnyedést keltett az ortodox keresztény világban, és véglegesen megrontotta a kapcsolatot a római katolikus egyházzal, melynek a mai napig tartó hatásai vannak.

## Előzmények
1182 áprilisában Konstantinápoly római katolikus vallású lakóival szemben véres mészárlást rendeztek az ortodox keresztények, Andronikosz Komnénosz trónkövetelő vezetésével. Ez megrontotta a keresztény Európa és Bizánc kapcsolatait, és többek között ennek volt köszönhető Thesszaloniki normannok általi kifosztása 1185-ben. Ugyan a kereskedelmi kapcsolatok viszonylag hamar helyreálltak, számosan voltak, akik bosszút akartak állni mindezért.
III. Ince pápa 1199. december 31-én keresztes hadjáratra szólított fel. Gunther von Pairis ciszterci szerzetes a Historia Constantinopolitana kortárs forrásművében arról számolt be, hogy a keresztesek 1202 késő tavaszán keltek útra Bázelből, és Veronán át érkeztek Velencébe. A velenceiek biztosították volna a hajókat a továbbutazáshoz, de a szerződésben megállapodott teljes összeg hiányában ezt megtagadták. Geoffroy de Villehardouin lovag és hadvezér krónikája, az Histoire de la conquête de Constantinople szerint a keresztesek a megállapodott 85 000 kölni ezüstmárkának kevesebb mint felét tudták összeszedni. A Halbstädter Bischofschroniken és a Devastation Constantinopilitana egybehangzóan arról számolt be, hogy ezek után a velencei dózse, Enrico Dandolo túszul ejtette a kereszteseket, és a hiányzó összeg kifizetését követelte. Amikor a fogság miatt felháborodtak a keresztesek, a dózse azt ajánlotta, hogy segítsenek Zára városát elfoglalni. Villehardouin azt írta, hogy erről a tervről csak a keresztes lovagok tudtak, de mivel az ajánlat kiszivárgott, tiltakozást váltott ki. Gunther von Pairis megemlítette, hogy a szegényebb keresztes lovagok a visszatérésről döntöttek, és a gazdagabb lovagok közül is többen elhatározták, hogy visszafordulnak, mert nem akartak harcolni a keresztény magyar király ellen. 1202 októberében a maradék keresztes csapatok hajóra szálltak, és novemberben bevették Zárát a velenceiekkel együtt.
Alexiosz Angelosz szerződést kötött Zárában a keresztesekkel, hogy trónra segítsék. 200 000 kölni ezüstmárkát, 10 000 katonát, a  Szentföldön állandó katonai garnizon fenntartását ígérte, valamint a római katolikus az ortodox egyházak egyesítését. 1203. augusztus 1-jén Alexioszt a Bizánci Birodalom császárává koronázták, és ezt követően Alexiosz megkísérelte helyre állítani a nyugalmat Konstantinápolyban. Néhány héttel később heves összetűzések kezdődtek az ortodox görögök és a latin katolikusok között, melyek decemberig eltartottak. A lakosság zöme a császár ellen fordult, mert az állam eladósodott a kereszteseknek tett ígéretek miatt, és mert ezeket a követeléseket szinte lehetetlen volt teljesíteni. Amikor Alexiosz nem volt hajlandó a zárai szerződésben vállalt fizetést teljesíteni, a helyzet kiéleződött. 1204. január 25-én felkelés tört ki a városban, és IV. Alexioszt letették a trónról. Alexiosz Dukász börtönbe záratta a trón vesztett császárt, és február 5-én császárrá kiáltotta ki magát V. Alexiosz uralkodói néven. IV. Alexioszt kivégezték február 8-án, és a keresztesek hadat üzentek Dukásznak. 1204 márciusában a keresztesek és a velenceiek eldöntötték, hogy megszerzik Konstantinápolyt, és abban is megegyeztek, hogy felosztják egymás között a birodalmat.

## Konstantinápoly elfoglalása és kifosztása

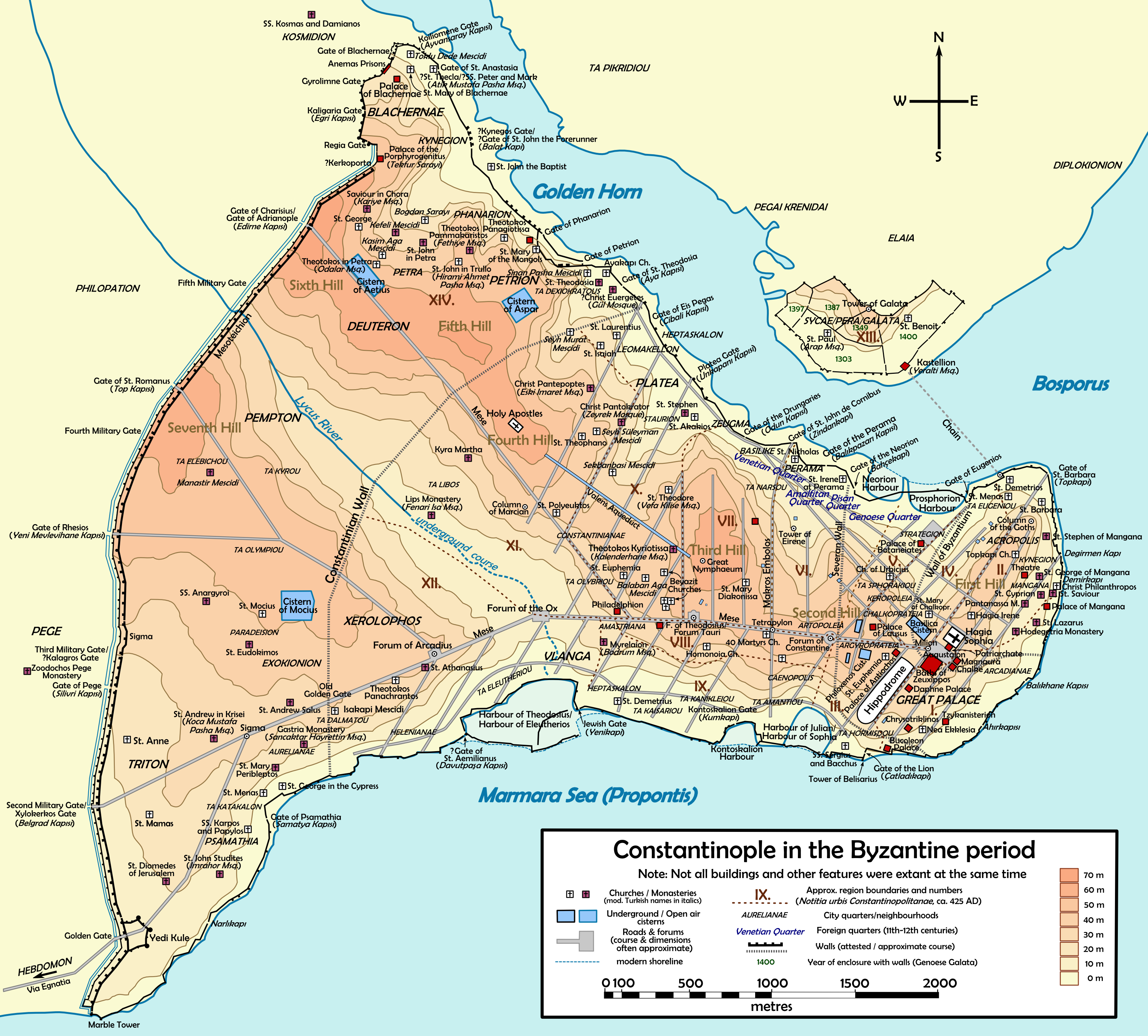
A város térképe a bizánci korban

Március végén ostrom alá vették a keresztes hadak Konstantinápolyt, amikor V. Alexiosz elkezdte megerősíteni a város védelmi falait, és aktív katonai hadműveleteket is folytatott a városon kívül. Április első hetében ostromolni kezdték Galata városát az Aranyszarv-öböl másik oldalán. 1204. április 9-én a keresztes és velencei haderők az Aranyszarv-öböl védfalain törtek előre, miután átkeltek az öböl vizén, és a város északnyugati védelmi falához érkeztek. Az időjárás kedvezőtlen volt, a város erődítményei és a öbölpart közötti nyílt terepen nyílzápor verte vissza őket. Április 12-én már kedvezőbb volt az időjárás, és elrendelték a második támadást. Az erős északi szél az öbölben segítette a velencei hajókat a városfalhoz közelíteni, és néhány keresztesnek sikerült a fal mentén néhány tornyot elfoglalni. Rövid küzdelem után kb. 70 keresztes bejutott a városba. Néhányuknak sikerült akkora lyukakat verni a falakba, hogy lovagok is mindjárt bejutottak a városba. A velenceiek a tenger felől is fel tudtak mászni a falakra, bár heves küzdelmet kellett vívniuk a varég gárdával. A keresztesek elfoglalták északnyugaton a Blachernae városrészt, és támaszponttá alakították, ahonnan a város többi részét támadták. Amikor egy tűzfallal próbálták magukat védeni, véletlenül egész városrészeket égettek le. V. Alexiosz távozott azon az éjszakán a városból, és nyugatra menekült az ország belseje felé.
A keresztesek három napon keresztül fosztogattak, romboltak, miközben számos értékes ókori és középkori, római és görög alkotást, műtárgyat szereztek meg, pusztítottak el végleg, ill. beolvasztottak anyagi értékük miatt. Lüszipposz által alkotott, Herkulest ábrázoló hatalmas bronzszobor is erre a sorsa jutott. Az aranyozott bronzlovakat a Konstantinápolyi Hippodromból szállították el Velencébe. Ma a Szent Márk-székesegyház múzeumában láthatók. A pápa hiába fenyegetett exkommunikációval, a keresztesek nem kímélték sem a templomokat, sem a kolostorokat. Az oltárokat összetörték, hogy az arany és márvány tárgyakat, díszeket megszerezzék. Több ezer embert megöltek, nőket, és köztük apácákat is megerőszakoltak. A császárok sírjait is kifosztották a Szent apostolok-templomában. Körülbelül kétezer áldozata volt a vérontásnak. A velenceiek egy fokkal visszafogottabban viselkedtek, mint a keresztes had, ugyanis ők inkább ellopták az értékesebb ereklyéket és műtárgyakat, majd azokat Velence saját templomaiba juttatták el.
Körülbelül 900 ezer ezüstmárkára tettek szert. Ebből 150 ezret a velenceiek kaptak, a keresztesek 50 ezret, int kialkudott járandóságot. További 100 ezret felosztottak egymás között a velenceiek és a keresztesek. A fennmaradó 500 ezret egész egyszerűen elsikkasztották egyes kereszteslovagok.

## Következmények
Az előzőleg megállapodottak szerint a birodalmat felosztották a velenceiek és a keresztesek között. Létrejött a Latin Császárság, de Montferrati Bonifác nem ülhetett a trónra, ugyanis a velenceiek szerint túl erős volt a kötődése az előző hatalomhoz (testvére, a néhai Montferrati Rainer felesége Komnénosz Mária volt, I. Mánuel bizánci császár lánya). Helyette Flanriai Balduinra esett a választásuk, aki I. Balduin latin császár néven uralkodott. Bonifác ezután megalapította a Thesszalonikéi Királyságot, a Latin Császárság vazallusállamát. A velenceiek létrehozták a Náxoszi Hercegséget.
A bizánci arisztokraták egy része elmenekült. A városlakók amúgy sem szívelték őket túlzottan, látható inkompetenciájuk miatt.  Némelyikük saját utódállamot hozott létre: a Trapezunti Császárságot, az Epiruszi Despotátust. Legjelentősebb közülük a Nikaiai Császárság volt, melynek trónját Theodórosz foglalta el.
Konstantinápoly elfoglalása és kifosztása tartósan meggyengítette a Bizánci Birodalmat, miközben a szomszédos Ikóniumi Szultánság és az oszmánok régióbeli befolyása erősödött. A város végül az Oszmán Birodalom részévé vált 1453-ban.
2001 májusában II. János Pál pápa Görögországba is ellátogatott. I. Christódouloszhoz, Athén érsekéhez intézett beszédében röviden kitért  Konstantinápoly kirablására is: „Az a tény, hogy a latin egyházhoz tartoztak az elkövetők, mély sajnálattal tölti el a katolikusokat.”

## Korabeli beszámolók magyarul
- Geoffroy de Villehardouin: Bizánc megvétele; ford., jegyz. Szabics Imre, utószó Kozma Béla; Európa, Budapest, 1985
- Robert de Clari: Konstantinápoly hódoltatása; ford. Csernus Sándor, Cs. Tóth Annamária, tan. Csernus Sándor, Farkas Csaba, Gérard Jacquin; Balassi, Budapest, 2013 (A középkori francia történeti irodalom remekei)

## Fordítás
- Ez a szócikk részben vagy egészben  az   Eroberung von Konstantinopel (1204) című német Wikipédia-szócikk ezen változatának fordításán alapul.  Az eredeti cikk szerkesztőit annak laptörténete sorolja fel. Ez a jelzés csupán a megfogalmazás eredetét és a szerzői jogokat jelzi, nem szolgál a cikkben szereplő információk forrásmegjelöléseként.

1. ↑  Robert Fossier: The Cambridge Illustrated History of the Middle Ages.  1986.  ISBN 978-0-521-26645-1 Hozzáférés: 2024. február 13.
2. ↑  A. A. (Aleksandr Aleksandrovich) Vasilʹev: History of the Byzantine Empire, 324-1453. Internet Archive.  1958.  ISBN 978-0-299-80925-6 Hozzáférés: 2024. február 13.
3. ↑  Thomas F. Madden: Enrico Dandolo and the Rise of Venice.  2006–09–29.  ISBN 978-0-8018-9184-7 Hozzáférés: 2024. február 13.
4. ↑  Brand, Charles M. (1968). „A Byzantine Plan for the Fourth Crusade”. Speculum 43 (3), 462–475. o. DOI:10.2307/2855839. ISSN 0038-7134.